# Pétros Mavromichális (1819-1852)
Pour les articles homonymes, voir Pétros Mavromichális et Mavromichalis.
Pétros Mavromichális (grec moderne : Πέτρος Μαυρομιχάλης ; 1819-1852) est un militaire et un homme politique grec.
Fils de Kiriakoúlis Mavromichális et neveu de Petrobey, Pétros Mavromichális suit une carrière militaire. En 1843, il prend part à la révolution dirigée contre le gouvernement absolutiste du roi Othon Ier de Grèce.
En 1847, il est élu député de la région d’Itylos. 
Son fils Kyriakoúlis Mavromichális est Premier ministre du royaume de Grèce de 1909 à 1910. 